# Liste des députés européens du Luxembourg de la 6e législature
Cet article présente la liste des députés européens élus au Luxembourg de la mandature 2004-2009, élus lors des élections européennes de 2004 au Luxembourg.
| Nom                     | Liste                                   | Groupe au PE | 1er élection | Portrait |
| ----------------------- | --------------------------------------- | ------------ | ------------ | -------- |
| Robert Goebbels         | Parti ouvrier socialiste luxembourgeois | PSE          | 13 juin 1999 |          |
| Erna Hennicot-Schoepges | Parti populaire chrétien-social         | PPE-DE       | 13 juin 2004 |          |
| Astrid Lulling          | Parti populaire chrétien-social         | PPE-DE       | 18 juin 1989 |          |
| Lydie Polfer-Wurth      | Parti démocratique                      | ADLE         | 13 juin 2004 |          |
| Jean Spautz             | Parti populaire chrétien-social         | PPE-DE       | 10 juin 1979 |          |
| Claude Turmes           | Les Verts                               | Verts/ALE    | 13 juin 1999 |          |